# ديانة الزولو التراثية
ديانة الزولو التراثية أو التقليدية أو المُعتقدات النقلية للزولو (بالإنجليزية: Zulu traditional religion)‏، يتكون دين الزولو التقليدي من المعتقدات والممارسات الروحية الخاصة بشعب الزولو في إفريقيا الجنوبية. إنَّه يحتوي على العديد من الآلهة المرتبطة عادة بالحيوانات أو الفئات العامة من الظواهر الطبيعية.

## المعتقدات

### الخالق والأجداد
على غرار بعض ديانات البانتو الأخرى، يؤمن أتباع ديانة الزولو التقليدية بتكريم الأسلاف (أمادلوزي(أ)). ويُعتبر أنكولونكولو(ب) الإله الأعلى وهو خالق البشرية.
خُلِقَ أُنْكولونكولو ("العظيم") في "أوهلانجا أو أولانجا(هـ)"، وهي مستنقع ضخم مكون من أشجار القصب، قبل أن يأتي إلى الأرض. وفي بعض الأحيان، يُخلط ويُشتبه بين أُنْكولونكولو وإله السماء أمفيلينقانجي(ج) (والذي يعني "الذي كان في البداية الحقيقية")، إله الرعد والزلازل الذي يُعرف أيضًا باسم أُنْسوندو(و)، وهو ابن أُنْكولونكولو، الآب، ونومكوبولواني(د)، الأم.
كلمة "نومكوبولواني" تعني الشخص الذي يتحول إلى أي شكل من أشكال الحيوان. ومن الأسماء الأخرى المُعطاة للكائن الأعلى أُنْكولونكولو هي "أوسوماندلا"، المصدر النهائي لكل وجود. وقد استخدم المستوطنون الأوروبيون كلمة "أُنْكولونكولو" لمحاولة شرح إيمانهم بإله الكتاب المقدس لشعب الزولو.
وفقًا لإيرفين هيكسهام (1981)، "لا توجد أدلة على الاعتقاد بإله سماوي أو إله سماء في ديانة الزولو قبل ظهور الأوروبيين". ومع ذلك، يختلف باحثون آخرون مثل إيلين جينسن كريغ، وإسحاق شابيرا، وأكسل إيفار بيرغلوند (1976)، وهاموند-توك، وجون مبيتي مع تحليل هيكسهام. إذ إنَّهم يرون بأن "سيد السماء" أو إله السماء عند الزولو قد وجد دائمًا في نظام اعتقادهم التراثي، وهو إله يُعتقد أنه أعظم من "النموذج البدئي الأصلي والخالق، أُنْكولونكولو".

### آلهة أخرى
- نومهوي Nomhoyi، إلهة الأنهار.
- نومكوبولواني Nomkhubulwane، وتُسمى في بعض الأحيان ديميتر الزولو، وهي إلهة قوس قزح والزراعة والمطر والجعة (التي اخترعتها).
- أونغونجي uNgungi، إله الحدادين.
- إينيانجا iNyanga ، إلهة القمر مرتبطة بالمعالجين الذين يُسمون إيزينيانجا IziNyanga، وكلمة "نيانجا" هي كلمة زولوية تعني القمر.
- سونزوافي Sonzwaphi ، إله الشفاء.
- أوخولوخولوانا (أو أوخولوكوكوان) Ukhulukhulwana (or UkhuluKhukwan)، كان إلهًا من أصل نجمي جاء من النجوم ووجد الزولو القدماء يعيشون كالحيوانات وبدون قوانين. علمهم كيفية بناء المنازل وعلمهم قوانين الإيزنتو العُليا (the high laws of isiNtu). يشتبه أن كلمة "أنكولونكولو" هي تحريف لكلمة "أومكولوومكولو" umkhuluwomkhulu.

## الهوامش
أ. Amadlozi
ب. Unkulunkulu
ج. Umvelinqangi
د. Nomkhubulwane
هـ. Uhlanga
و. Unsondo